# 圣基尔达澳式足球俱乐部
圣基尔达足球俱乐部（St Kilda Football Club） ，绰号“圣徒”（ Saints） ，是一家位于维多利亚州墨尔本的职业澳式足球俱乐部。该俱乐部参加该运动的顶级联赛澳大利亚足球联赛(AFL)。
俱乐部的名称源自其位于墨尔本郊区圣基尔达（St Kilda）的原始总部，俱乐部于 1873 年在此成立。该俱乐部与墨尔本东南郊的穆拉宾区也有着密切的联系——因为那里是他们长期以来的训练场穆拉宾椭圆球场的所在地。
圣基尔达队是维多利亚足球协会(VFA)（现称为维多利亚足球联盟(VFL)）的五支基础球队之一，后来于 1897 年成为原维多利亚足球联盟（现称为 AFL）的八支基础球队之一。在VFL中，圣基尔达队与和桑德灵厄姆澳式足球俱乐部是姐妹队伍关系。
迄今为止，圣基尔达队赢得过一次AFL/VFL冠军。他们在1966 年 VFL 总决赛中以一分的优势战胜科林伍德。他们曾六次晋级总决赛。俱乐部曾于1965年、 1997年和2009年三次获得常规赛冠军。
圣基尔达队长期有着成绩不佳的名声， 这在很大程度上归因于他们比目前联盟中其他俱乐部更频繁地位列联赛积分榜最后一名（27次）。 他们还保持着目前AFL球队中最长的冠军荒记录。若计算已退出联盟的球队，他们是历史上并列第四长冠军荒的球队（57年）。他们是联盟中历史上总净胜分第二低的球队（仅次于黄金海岸太阳队）。 